# Kawuska
Konrad Wasilewski i Spółka, w skrócie Kawuska (KWiSka) – polska firma produkująca przybory piśmiennicze, szczególnie znana jako jedyna polska firma produkująca markowe pióra wieczne na wysokim poziomie, przynajmniej aż do pojawienia się firmy Wiland w 2007 roku.

## Historia firmy
Firma powstała w Warszawie w 1895 roku, zaczynając jako niewielki zakład produkujący głównie artykuły biurowe, takie jak kałamarze, cyrkle czy pióra maczane. Wysoka jakość produktów spowodowała szybki rozwój firmy, która po sześciu latach dziesięciokrotnie zwiększyła liczbę pracowników (z 20 do 200). Produkowane przez Kawuskę pióra wieczne, wyposażone w stalówki wykonane z 14 karatowego złota, były objęte 25-letnią gwarancją. Popularność zdobywały nie tylko na ziemiach polskich, były również eksportowane, głównie w głąb Rosji.
Kres działalności firmy położył wybuch II wojny światowej, po której marka nigdy już nie została reaktywowana. Współcześnie pióra Kawuska mają dużą wartość, głównie dla polskich kolekcjonerów, tym bardziej, że są bardzo trudno dostępne. O ile dość łatwo można nabyć pióra firm takich jak Parker, Waterman i innych z tamtego okresu, to pióra Kawuski są spotykane niezwykle rzadko. 